# Teunis Horstman
Teunis Johannes Horstman (Utrecht, 3 maggio 1927 – Alkmaar, 12 agosto 2014) è stato un vescovo vetero-cattolico olandese.

## Studi e ordinazione sacerdotale
Ha studiato al Seminario vetero-cattolico di Amersfoort e nel 1951 ha ricevuto l'ordinazione sacerdotale, divenendo nel 1953 parroco di Gouda, Oudewater e Schoonhoven; nello stesso anno, l'8 ottobre si sposò con Elizabeth de Groot (sorella di Gerarda Geertruida de Groot, che nel 1956 sposerà il futuro Arcivescovo di Utrecht Antonius Jan Glazemaker) ad Aalsmeer. Nel 1961 fu nominato parroco di S. Agnese a Egmond aan Zee, dove rimase fino al 1976.
Nel 1971, si espresse a favore dell'ordinazione delle donne durante una conferenza internazionale di teologi vetero-cattolici, ma solo nel 1998 convocò un sinodo per consentire questa pratica.

## Vescovo di Haarlem
Nel 1987 è stato eletto Vescovo di Haarlem, incarico dal quale si ritirò nel 1994 per problemi di salute.
È stato delegato della Conferenza Episcopale Internazionale vetero-cattolica per la Chiesa vetero-cattolica di Svezia e Danimarca, succedendo a Joseph Brinkhues e precedendo Jan Lambert Wirix-Speetjens, suo successore anche al seggio di Haarlem.

## Genealogia episcopale
La genealogia episcopale è:
CHIESA CATTOLICA
- Cardinale Scipione Rebiba
- Cardinale Giulio Antonio Santori
- Cardinale Girolamo Bernerio, O.P.
- Arcivescovo Galeazzo Sanvitale
- Cardinale Ludovico Ludovisi
- Cardinale Luigi Caetani
- Vescovo Giovanni Battista Scanaroli
- Cardinale Antonio Barberini iuniore
- Arcivescovo Charles-Maurice le Tellier
- Vescovo Jacques Bénigne Bossuet
- Vescovo Jacques de Goyon de Matignon
- Vescovo Dominique Marie Varlet

CHIESA ROMANO-CATTOLICA OLANDESE DEL CLERO VETERO EPISCOPALE
- Arcivescovo Petrus Johannes Meindaerts
- Vescovo Johannes van Stiphout
- Arcivescovo Walter van Nieuwenhuisen
- Vescovo Adrian Jan Broekman
- Arcivescovo Jan van Rhijn
- Vescovo Gisbert van Jong
- Arcivescovo Willibrord van Os
- Vescovo Jan Bon
- Arcivescovo Johannes van Santen

CHIESA VETERO-CATTOLICA
...
* Vescovo Teunis Horstman

## Opere
- Derp in zicht, ISBN 90-8548-044-2

## Collegamenti
- Sito ufficiale della Chiesa vetero-cattolica dei Paesi Bassi, su okkn.nl.
- Lo stemma sul sito della Chiesa, su okkn.nl.
- Breve biografia nell'albero genealogico della moglie, su brouwertree.com. URL consultato il 15 settembre 2009 (archiviato dall'url originale il 16 aprile 2009).